# Glypta brevipetiolata
Glypta brevipetiolata là một loài tò vò trong họ Ichneumonidae.